# Distretto di Tintay Puncu
Il distretto di Tintay Puncu è uno dei sedici distretti della provincia di Tayacaja, in Perù. Si trova nella regione di Huancavelica e si estende su una superficie di 460.32 chilometri quadrati.